# Кодшеъринг
Кодшеъринг споразумение (на английски: codeshare agreement – споразумение за споделяне на код), съкратено кодшеъринг (code sharing) или кодшеър (codeshare), е споразумение за съвместна търговска експлоатация на авиолиния от авиокомпании.
Термините кодшеъринг и кодшеър за първи път са използвани от авиокомпаниите „Куантас“ (Qantas) от град Маскот, Нов Южен Уелс, Австралия и „Американ еърлайнс“ (American Airlines) от Форт Уърт, Тексас, САЩ през 1989 г., сключили първото кодшеъринг споразумение за полети между градове в Австралия и САЩ през 1990 г.
Основната авиокомпания, наричана „управлаващ превозвач“ (administrating carrier), е оператор – изпълнява полети по тази авиолиния и продава билети за тях от свое име, а останалите са нейни маркетингови партньори – продават билети за полети на оператора, но от свое име (като за свой полет).
Полетът на оператора може да се обозначава обичайно (с посочване само на оператора) или със съвместен двоен код (код на оператора / код на партньора). Полетът на партньорите винаги се обозначава с двоен код.